# Szürke rigó
A szürke rigó (Turdus ravidus) a madarak osztályának verébalakúak (Passeriformes) rendjébe és a rigófélék (Turdidae) családjába tartozó kihalt faj.

## Elterjedése
A Kajmán-szigetek legnagyobb szigetén a Nagy-Kajmán szigeten élt.

## Megjelenése
Általános tollazata hamuszürke színű volt. Szárnyának hossza 13,5 centiméter, farka 11 centiméteres és a lábai 3,8 centiméteresek.

## Életmódja
A sziget északi-északkeleti részén élt. Természetes élőhelyei valószínűleg  mocsaras, mérgező Hippomane mancinella fákkal borított területek.

## Kihalása
Nem sokkal felfedezése után a gyűjtők kedvenc madara lett. Az utolsó néhány múzeumi példányt 1916 áprilisa-júliusa között gyűjtötték. Az utolsó hiteles feljegyzés 1938-ból való. Kihalásának oka az erdőirtás, illetve az élőhelyén 1932 és 1944 között tomboló pusztító hurrikánok voltak.

## Képek
- -Kép az arkive.org-ról

## Fordítás
- Ez a szócikk részben vagy egészben  a   Grand Cayman Thrush című angol Wikipédia-szócikk ezen változatának fordításán alapul.  Az eredeti cikk szerkesztőit annak laptörténete sorolja fel. Ez a jelzés csupán a megfogalmazás eredetét és a szerzői jogokat jelzi, nem szolgál a cikkben szereplő információk forrásmegjelöléseként.